# Машков, Роман Спиридонович
Рома́н Спиридо́нович Машко́в (24 сентября 1922, село Большие Голы, Иркутская губерния — 22 июля 1971, Новохопёрск, Воронежская область) — Герой Советского Союза, лейтенант, командир взвода разведки во время Великой Отечественной войны.

## Биография
Роман Машков родился 24 сентября 1922 года в семье крестьянина. После окончания семилетки работал в колхозе. В октябре 1941 года был призван в РККА. К августу 1944 года служил командиром взвода разведки 5-й мотострелковой бригады 5-го танкового корпуса 2-го Прибалтийского фронта. Отличился в боях на территории Латвийской ССР.

## Подвиг
В августе 1944 года 2-й мотострелковый батальон под командованием майора К. К. Дитюка принял участие в Мадонской операции. Наступая на железнодорожную станцию Эргли, 22 августа батальон был отрезан от основных сил и окружён. Группа из 8 солдат под командованием лейтенанта Машкова на своём участке отбила несколько вражеских атак, уничтожив 10 солдат вермахта. Командир принимал непосредственное участие в атаке как пулемётчик. После этого группа успешно форсировала озеро, на противоположном берегу которого располагалась основная группировка советских сил. Машков предоставил командованию информацию о положении вражеских войск и артиллерии.
Командир батальона отправил Машкова с группой сделать несколько разведывательных вылазок в стан врага. В одном из них отряд обнаружил штаб немецкой дивизии. Машков со своими бойцами напал на штаб, захватил ценные секретные документы и убил командира вражеской дивизии.
Лейтенант Р. С. Машков сыграл значительную роль в выходе своего батальона из окружения и последующем прорыве вражеской обороны, так как им были предоставлены исчерпывающие сведения о расположении и количестве вражеской артиллерии. За этот подвиг ему было присвоено звание Героя Советского Союза.
За войну Машков был 4 раза ранен, но каждый раз возвращался в строй. День Победы Роман Спиридонович Машков встретил в Берлине.

## Послевоенная жизнь
После войны Машков вернулся на родину и работал в колхозе «Вторая пятилетка». После прекращения трудовой деятельности Машков переехал в Новохопёрск, где скончался 22 июля 1971 года.

## Память
В Центральном Мемориале города Новохопёрска установлен бюст Р. С. Машкова.